# Amblyjoppa semirufa
Amblyjoppa semirufa är en stekelart som först beskrevs av Brulle 1846.  Amblyjoppa semirufa ingår i släktet Amblyjoppa och familjen brokparasitsteklar. Inga underarter finns listade i Catalogue of Life.